# Filofax (film)
Pour les articles homonymes, voir Filofax.
Pour plus de détails, voir Fiche technique et Distribution.
Filofax ou Tes affaires sont mes affaires au Québec (Taking Care of Business) est un film américain réalisé par Arthur Hiller, sorti en 1990.

## Synopsis
Jimmy Dvorski est un prisonnier, détenu pour vol de voitures. Il participe à un jeu radiophonique et gagne deux places pour assister à la finale d'un match de base-ball. Il sollicite une permission mais le directeur de la prison s'oppose à ce projet. Il décide donc de s'évader. 
Au même moment, Spencer Barnes, cadre dans une agence publicitaire, perd son agenda Filofax à l'aéroport. Jimmy le récupère et constate qu'une récompense de 1000 dollars sera offerte à celui qui rapportera l'agenda à son propriétaire. Jimmy se rend sur place mais Barnes est absent. Un concours de circonstances fait que tout le monde le prend pour Spencer Barnes et Jimmy, heureux de profiter des avantages offerts, ne dément pas.

## Fiche technique
- Titre français : Filofax
- Titre original : Taking Care of Business
- Titre québécois : Tes affaires sont mes affaires
- Réalisation : Arthur Hiller
- Scénario : Jill Mazursky et J. J. Abrams (crédité sous le nom Jeffrey Abrams)
- Musique : Stewart Copeland
- Photographie : David M. Walsh
- Montage : William Reynolds
- Production : Geoffrey Taylor
- Sociétés de production : Hollywood Pictures et Silver Screen Partners IV
- Société de distribution : Buena Vista Pictures
- Pays :  États-Unis
- Langue : anglais
- Format : Couleur - Dolby - 35 mm - 1.85:1
- Genre : comédie
- Durée : 107 min
- Dates de sortie : 
  - États-Unis : 17 août 1990
- Public : Tous

## Distribution
- James Belushi (VF : Jacques Frantz ; VQ : Jean-Marie Moncelet) : Jimmy Dvorski
- Charles Grodin (VF : Denis Boileau ; VQ : Guy Nadon) : Spencer Barnes
- Anne DeSalvo (VF : Marie Vincent ; VQ : Marie-Andrée Corneille) : Debbie Lipton
- Loryn Locklin (VF : Michèle Buzynski ; VQ : Anne Bédard) : Jewel Bentley
- Stephen Elliott (VF : Roger Crouzet) : Walter Bentley
- Hector Elizondo (VQ : Ronald France) : Warden Toolman
- Veronica Hamel (VF : Monique Thierry ; VQ : Élizabeth Lesieur) : Elizabeth Barnes
- Mako (VF : Jacques Brunet ; VQ : Jean Fontaine) : Mikoto Sakamoto
- Gates McFadden (VQ : Anne Caron) : Diane Connors
- John de Lancie (VF : Jean-Pierre Leroux ; VQ : Pierre Auger) : Ted Bradford Jr.
- Thom Sharp (VF : Claude Rollet) : Mike Steward
- Ken Foree (VF : Henry Djanik) : J. B.
- John Marshall Jones (VF : Mostéfa Stiti) : LeBradford Brown
- Andre Rosey Brown (VF : Michel Vocoret) : Heavy G
- Terrence E. McNally (VF : Hervé Jolly) : Hamilton
- Marte Boyle Slout (VF : Jacqueline Porel) : Brenda
- Joe Lerer (VF : Jacques Ciron) : Ira Breen
- Stanley DeSantis (VF : Sylvain Lemarié) : l'employé de l'agence de location Car Rental

 Source et légende : version française (VF) sur RS Doublage et version québécoise (VQ) sur Doublage.qc.ca

## Autour du film
- J. J. Abrams, crédité sous le nom de Jeffrey Abrams et connu mondialement comme étant le créateur de séries à succès et réalisateur de films à gros budgets, écrit ici son tout premier scénario en collaboration avec Jill Mazursky. D'autres films suivront cette expérience comme À propos d'Henry, Forever Young, Pêche Party de nouveau coécrit avec Mazursky et ultime fois où il utilise Jeffrey Abrams comme nom crédité, Une virée en enfer ou encore Mission impossible 3.
- Il s'agit du dernier film auquel participe Stephen Elliott.